# شوونی
شوونی (به فرانسوی: Chouvigny) یک کمون (فرانسه) در فرانسه است که در canton of Ébreuil واقع شده‌است. شوونی ۱۳٫۴۱ کیلومتر مربع مساحت دارد ۴۷۱ متر بالاتر از سطح دریا واقع شده‌است.